# American Psychological Association
Die American Psychological Association (APA; deutsch: amerikanische psychologische Gesellschaft) ist ein großer nordamerikanischer Fachverband für Psychologie. Nach eigenen Angaben ist er mit knapp 157.000 Mitgliedern der weltgrößte Psychologenverband.
Die APA ist zugleich wissenschaftliche Gesellschaft und berufliche Interessenvertretung mit der Funktion eines Berufsverbandes. Sitz der Organisation ist Washington, D.C. Sie beschreibt ihre Aufgabe darin, „die Gewinnung, Verbreitung und Anwendung psychologischer Erkenntnisse zu fördern, um der Gesellschaft zu nützen und das Leben der Menschen zu verbessern“. Mit ihrer hohen Mitgliederzahl und einem Jahresbudget von über 100 Millionen Dollar ist sie eine einflussreiche Organisation und spielt in der Geschichte der Psychologie eine bedeutende Rolle.

## Entstehung
Auf Einladung von G. Stanley Hall trafen sich in der Clark University in Worcester, Mass., am 8. Juli 1892 eine Gruppe von Pionieren, um die Machbarkeit einer (Berufs-)Organisation zu diskutieren. Sieben Personen werden ausdrücklich erwähnt (deshalb „The Group of seven“): G. Stanley Hall von der Clark University, George Stuart Fullerton von der University of Pennsylvania, Joseph Jastrow von der University of Wisconsin, William James von der Harvard University, George T. Ladd von der Yale University, James McKeen Cattell von der Columbia University und James Mark Baldwin von der University of Toronto. Erste Richtlinien wurde beim ersten Treffen 1892 erstellt:
1. dass der Name „American Psychological Association“ sein soll
2. dass die Führung mit einem Rat von sieben oder mehr Mitgliedern ausgestattet wird
3. dass einer aus dem Rat als Vorsitzender und ein anderer als Sekretär ernannt wird
4. dass diese mit einem Mitglied von dem nächsten Tagungsort ein Exekutiv-Komitee bilden. Weiterhin wurde beschlossen, dass nur ein Vertreter von jeder Institution einen Sitz im Rat haben könne
5. dass das Recht zur Nominierung von Mitgliedern bei dem Rat liegt mit Wahl durch die Gesellschaft.
6. dass der Beitrag $3 pro Jahr beträgt und
7. dass ein Präsident, Vize-Präsident und Schatzmeister jährlich gewählt werden.

Hall, Fullerton and Jastrow wurden als Exekutivkomitee gewählt. Der erste Präsident der APA war Granville Stanley Hall und Jastrow Sekretär und Schatzmeister.
Das nächste Treffen sollte in Philadelphia an der University of Pennsylvania im Dezember 27, 1892 stattfinden.
Inklusive der sieben Gründungsmitglieder waren am Ende des vorbereitenden Treffens insgesamt 31 Mitglieder wie folgt gewählt:  Frank Angell, J. M. Baldwin, W. H. Burnham, James McKeen Cattell, Edward Cowles, E. B. Delabarre, John Dewey, G. S. Fullerton, B. S. Gilman (Clark), E. H. Griffin (Hopkins), G. S. Hall, J. G. Hume (Toronto), J. H. Hyslop (Columbia), William James, J. Jastrow, W. O. Krohn (Clark), G. T. Ladd, Herbert Nichols (Harvard), Wm. Noyes (McLean), G. T. W. Patrick, Josiah Royce, E. C. Sanford, E. W. Scripture, L. Witmer, W. K. Wolfe (Nebraska), W. T. Mills (McGill), H. Münsterberg, A. T. Ormond (Princeton), E. Pace (Catholic), and E. B. Titchener.  (In dem Protokoll ist notiert, dass die letzten vier nachträglich in die andere Liste gewählt wurde und sich jemand nachträglich an deren Existenz erinnerte).
Weiterhin wurde ein Komitee von drei gewählt: Präsident (James), der Sekretär-Schatzmeister (Cattell) und J. M. Baldwin, die eine Verfassung ausarbeiten und 1894 vorlegen sollten.
Die Zahl der Mitglieder wuchs beständig.
- 1892 – 031 Mitglieder
- 1899 – 125 Mitglieder
- 1916 – 308 Mitglieder
- 1930 – 530 Mitglieder
- 1940 – 664 Mitglieder

1926 wurde eine neue Klasse eingeführt: Mitglieder ohne Stimmberechtigung genannt: associate members. Nach Einführung hatten diese das größte Wachstum, so dass es 1926 2,079 "associate members" gab.
Die APA ist nach US-amerikanischen Staaten bzw. kanadischen Provinzen untergliedert und hat 53 berufliche Sektionen als Unterorganisation. Im Laufe der Jahre kam es aufgrund von Auseinandersetzungen immer wieder zur Gründung anderer Organisationen.

## Organisation
Die APA wird von einem Präsidenten geführt, der für 12 Monate gewählt wird. Im Jahr 2024 ist dies Cynthia de las Fuentes. Ein zwölfköpfiges Board of Directors unterstützt sie dabei. Die APA hat 56 Divisions, die nach Themen (1: Allgemeine Psychologie) oder Bereichen (42: Psychologen in unabhängigen Praxen) gegliedert sind.

## APA-Standard
Als APA-Standard (englisch APA style) werden die von der American Psychological Association (APA) herausgegebenen Richtlinien zur Gestaltung wissenschaftlicher Texte bezeichnet. Der APA-Standard ist mittlerweile in der siebten Auflage verfügbar und wird in dem von der APA herausgegebenen Buch Publication Manual of the American Psychological Association beschrieben.

## Preise
Drei Preise werden jährlich verliehen: für hervorragendes Schreiben, für hervorragende Lehre und der Preis für hervorragende Forschung (Award for distinguished scientific contributions), der „Nobelpreis für Psychologen“.

## Kritik
2007 verkündete die APA, dass Psychologen, die sich an der Entwicklung und Ausbildung „innovativer Verhörtechniken“ beteiligten, wie sie etwa in Guantanamo und Abu Ghraib eingesetzt wurden, einen wichtigen Beitrag dazu leisteten, Schaden von den USA abzuwenden. Dies kam einer Legitimierung sogenannter weißer Folter gleich, an der sich zu beteiligen die American Psychiatric Association und die American Medical Association ihren Mitgliedern 2006 untersagt hatten.
Die in Guantanamo angewandten Verhörtechniken wurden von der Firma Mitchell, Jessen & Associates unter Mitarbeit des ehemaligen Präsidenten der American Psychological Association, Joseph Matarazzo, und anderen Psychologen entworfen.
Auf wachsenden öffentlichen Druck hin änderte die APA im Oktober 2008 ihre Haltung und verbot Psychologen, sich an Menschenrechtsverletzungen in Gefängnissen zu beteiligen. Im November 2014 gaben Mitglieder der APA eine Untersuchung von unabhängigen Forschern über die Rolle der Organisation bei den Verhörprogrammen in Auftrag. Nach dem Bericht der Untersuchung gab es eine geheime Kooperation von APA mit der Bush-Regierung bei der Unterstützung von Foltermethoden. Die Sprecherin von APA dementierte die Vorwürfe.
Rhea Farberman, die Sprecherin der APA, erklärte im Januar 2014: „Eine genaue Durchsicht dieser öffentlich zugänglichen Materialien sowie unserer bestehenden Richtlinien wird eindeutig zeigen, dass die APA es nicht dulden wird, dass Psychologen sich an Folter beteiligen.“ Es war eben bekannt geworden, dass das APA-Mitglied John Leso an den Verhören und an der Folter von Mohammed al-Qahtani in Guantanamo beteiligt gewesen war. Die APA lehnte es aber dennoch ab, ihn aus der APA auszuschließen. Die APA-Sprecherin Rhea Farberman erklärte, dass eine Untersuchung der APA kein „direkt unethisches Verhalten“ von Leso feststellen konnte.
Ein neuer Bericht einer Untersuchungskommission unter der Leitung von David Hoffman stellte fest, dass Stephen Behnke, der Leiter der Ethik-Abteilung der APA, Psychologen heranzog, um Foltermethoden wie Waterboarding zu entwerfen und einzusetzen. Benke hatte seinen Posten bei der APA bis Juli 2015 inne, als die APA den Bericht der Kommission erhielt. Es ist nicht klar, ob er zurücktrat oder entlassen wurde.